# موسیقی فیلم

«ارکستر فیلارمونیک لندن» در حال اجرای موسیقی فیلم «ارباب حلقه‌ها: یاران حلقه» (۲۰۰۹)

موسیقیِ فیلم یا موسیقیِ متن (به انگلیسی: Film Score) به موسیقی‌ای گفته می‌شود که منحصراً برای یک فیلم سینمایی یا مجموعه تلویزیونی نوشته شده و بخشی از ساندتِرَک یا مجموعه صداهای ضبط شده بر روی یک فیلم است. موسیقی فیلم یک گرایش مجزا در هنر موسیقی به‌شمار می‌آید و قدمت آن به مقطع پیدایش هنر سینما بازمی‌گردد. ماکس اشتاینر، اریک ولفگانگ کورنگلد و آلفرد نیومن از پیش‌گامان نگارش موسیقی برای فیلم بودند و بیش از دیگر آهنگسازان در قوام بخشیدن به آن نقش داشتند.
موسیقی فیلم واصف موسیقایی از موقعیت و روند یک داستان است و نقش بسزایی در تکامل هیجانات و احساسات یک اثر نمایشی بازی می‌کند. ابزارآلات و سبک بکار رفته در موسیقی یک فیلم حیطه وسیعی را دربر گرفته و موسیقی کلاسیک، پاپ، جاز، موسیقی الکترونیک، موسیقی بومی و غیره به تناسب فیلمنامه و تصمیم آهنگساز هر کدام ممکن است نوع نگارش موسیقی یک فیلم باشند. غالباً آن دسته از آثاری که دارای بودجه کافی است توسط نوازندگان ارکستر سمفونیک (گاهی همراه با دسته کر) اجرا و ضبط می‌شود و اغلب بخش وسیعی از آن بی‌کلام است. موسیقی فیلم که کوششی بر هماهنگ‌سازی موسیقی با مفاهیم تصاویر متحرک است عمدتاً از طریق توسعه قواعد موسیقی کلاسیک سده نوزده و تلفیق آن با شیوه‌های مدرن نگارش موسیقی در سده بیستم انجام گرفته‌است. به عنوان مثال، «لایت‌موتیف» که ایده‌ای با قدمتی بیش از یکصد سال است، همچنان راهکاری برای بسیاری از آهنگسازان در موسیقی‌نویسی فیلم به‌شمار می‌آید. تا به امروز آثار شناخته شده‌ای در این زمینه بر جای مانده‌است و آهنگسازان بی‌شماری در این حوزه به شکل تخصصی آن به خلق اثر پرداختند.
آکادمی علوم و هنرهای تصاویر متحرک در آمریکا هر ساله یک جایزه اسکار به بهترین موسیقی فیلم نوشته شده برای یک اثر سینمایی اهدا می‌کند. از دیگر جوایز معتبر سالانه این شاخه هنری می‌توان به جوایز بفتا، گلدن گلوب و گرمی برای بهترین موسیقی فیلم اشاره کرد. در میان آهنگسازان سینما ویرجیل تامسون برنده جایزه پولیتزر، و انیو موریکونه موفق به دریافت جایزه پولار نیز شده‌اند.

## تاریخچه موسیقی فیلم
شاید بتوان نقطه عطف تاریخ سینما و تولد موسیقی فیلم را از یکدیگر جدا ندانست و این بازمی‌گردد به روزی که برادران لومیر اولین نمایش عمومی خود را برگزار کردند. در ۱۸۹۵ میلادی آن‌ها عده‌ای را برای تماشای نمایش خود در پاریس دعوت کردند. به هنگام نمایش از یک پیانیست هم دعوت شده بود و این نوازنده کارش اجرای موسیقی در پس‌زمینه فیلم بود. شروع هم‌زمان موسیقی به نمایش فیلم کمک می‌کرد تا جمعیت رفته رفته سکوت اختیار کنند و متوجه تصاویر روی پرده بشوند. پس از استفاده لومیرها اجرای موسیقی همراه با فیلم رواج پیدا کرد اگرچه ارزشمندی موسیقی برای تکامل این پدیده هنوز به قدر کافی احساس نمی‌شد.

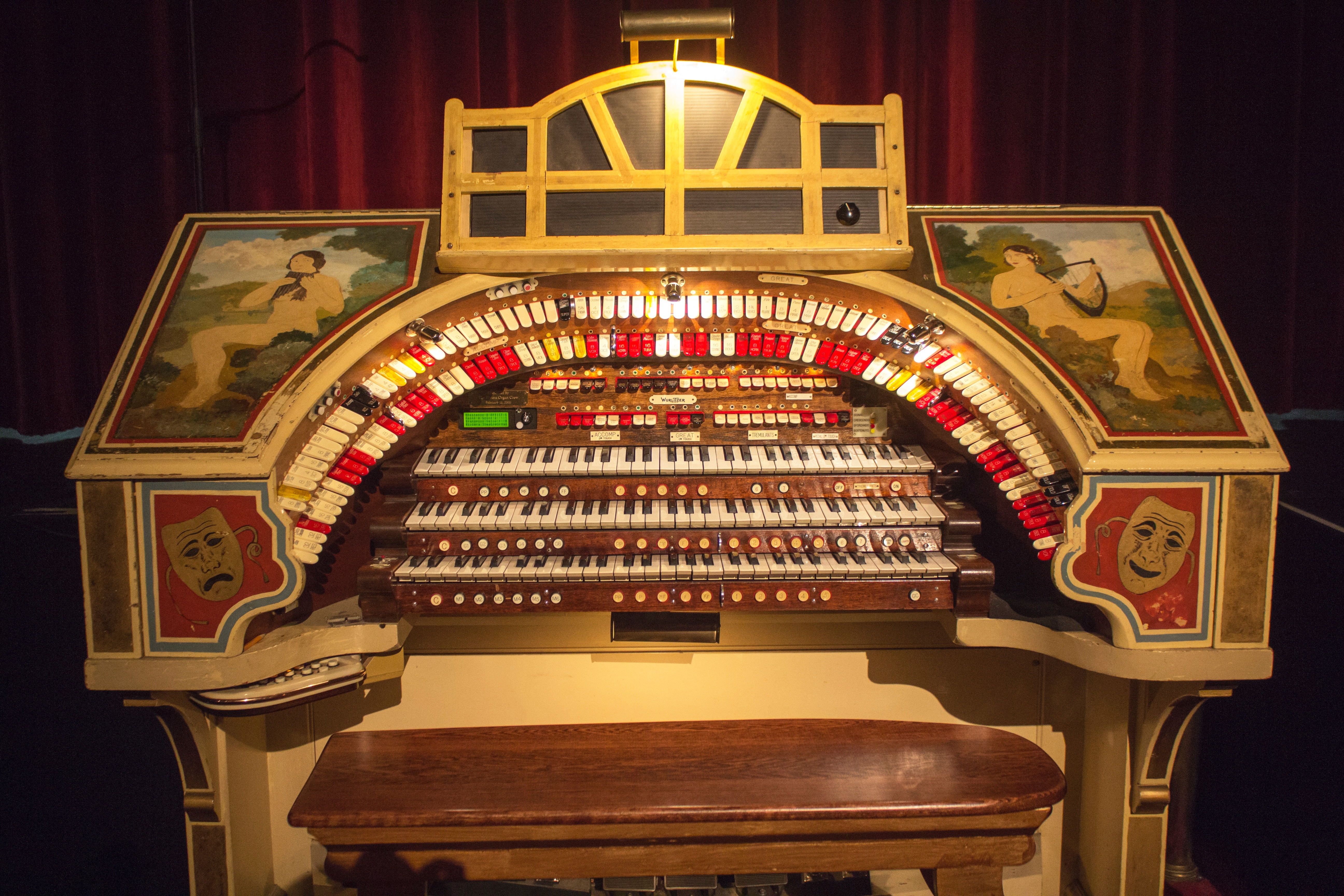
نمونه‌ای از «ورلیتزر» که برای همراهی پرده تصاویر متحرک از آن استفاده می‌شد.

کار همراهی موسیقی با تصاویر روی پرده به اشکال مختلف با توجه به میزان تخصص افراد تفاوت می‌کرد. هر چه نوازندگان تبحر بیش‌تری داشتند کارایی آن‌ها در هماهنگی با تصاویر روی پرده بیش‌تر می‌شد. در بسیاری از سالن‌های نمایش در دوران صامت از دستگاه‌های بزرگ ارگ استفاده می‌شد که عموماً علاوه بر تقلید صدای بعضی از سازها، اصوات دیگری مثل صدای بوق، صدای سوت قطار و… را نیز به وجود می‌آورد. یکی از این دستگاه‌ها ارگ «ورلیتزر» بود که مدت‌ها نقش اجرای موسیقی و افکت‌ها را بازی می‌کرد. معمولاً به ندرت شانس دیدن فیلم قبل از نمایش برای نوازندگان وجود داشت و این کار را برای آنان دشوار می‌کرد اگرچه در سالن‌های بزرگ که امکان اجرای ارکستر در آن وجود داشت گاهی یک یا دو بار تمرین با فیلم انجام می‌شد.
هر چه از عمر سینما گذشت، فهرست موسیقی‌های انتخابی برای همراهی با فیلم نیز بیش‌تر شد. عناوین این موسیقی‌ها نیز با توجه به نمایش متفاوت بود. کمدی، عاشقانه، عصبانی، غمگین، خوشحال، اسرارآمیز، تعقیب و گریز… از عناوین جدیدی بود که هر روز به تعداد آن‌ها افزوده می‌شد. رهبران ارکستر با دادن علامت، نوازندگان را از تغییر صحنه مطلع می‌کردند تا آن‌ها قطعه متفاوتی را اجرا کنند. اکثر این قطعات، آثار کلاسیک از آهنگسازان مشهور جهان بودند که برای صحنه‌های مختلف انتخاب می‌شدند. بسیاری اوقات اجرا دچار مشکلاتی می‌شد و نوازندگان در نواختن موسیقی مربوط به صحنه بسیار بی‌دقت عمل می‌کردند که حاصل آن روی پرده به یک فاجعه تبدیل می‌شد. تا آنکه، «برگه راهنما» ابداع شد و در آن رهبر با هر علامت نوازندگان را به اجرای قطعه بعدی که در برگه نوشته شده بود فرا می‌خواند. در ضمن توضیحاتی برای جزئیات و چگونگی اجرای موسیقی در لحظات مختلف مرتبط با حال و هوای نمایش نیز در آن درج شده بود.
در فاصله زمانی کوتاهی میزان تقاضا به حدی بالا رفت که دست‌اندرکاران موسیقی فیلم با کمبود قطعات موسیقی مواجه شدند تا آن‌جا که آن‌ها به دست بردن در ساختار قطعات کلاسیک و برخی تغییرات در آن‌ها مبادرت می‌کردند که بسیاری از اوقات نتیجه خوشایندی برای این شاهکارهای موسیقی در پی نداشت. سرانجام در سال ۱۹۲۷ برادران وارنر اولین فیلم ناطق را به دنیا عرضه کردند و سیر تحولی نوین در تاریخ سینما رقم خورد.

### اهمیت و گسترش موسیقی در سینما
تقریباً هیچ‌یک از نظریه‌پردازان سینما، این هنر را به صورت مطلق صامت به حساب نیاورده و عملکرد موسیقی در کنار فیلم همیشه حاکی از یک نوع نیاز بوده‌است. هر چقدر قواعد کلاسیک سینما شکل می‌گرفتند، موسیقی نیز به عنوان یک عامل مؤثر بیانی به وجود خود تحکیم می‌بخشید. ضرورت حضور موسیقی در سینما تا بدانجا پیش رفت که چهره‌های شاخص سینما نظریات جدیدی بر آن وضع می‌کردند و آن را عاملی کلیدی ارزیابی نمودند. به‌طور مثال وسوالد پودوفکین به صراحت نوشت:
«موسیقی در فیلم ناطق هرگز نباید همراهی‌کننده باشد»

 «دوست دارم تماشاگران در ابتدا یک فیلم را همراه با موسیقی ببینند. برای بار دوم آن را بدون حضور موسیقی تماشا کنند. پس از آن و در سومین بار دوباره آن فیلم را به همراه موسیقی نظاره کنند. در آن هنگام فکر می‌کنم آن‌ها به تصور واضحی دست خواهند یافت که موسیقی برای فیلم چه می‌کند».

— آرون کوپلند
هر چقدر زبان سینما غنی‌تر می‌شد، ابزار کار نیز قدیمی به نظر می‌آمد. موسیقی هم از این زنجیره جدا نبود. دیگر هیچ کارگردانی به این فکر نمی‌کرد که فیلمش صرفاً موسیقی داشته باشد؛ بلکه به این می‌اندیشید که چه کسی این موسیقی را خواهد ساخت؛ در چه لحظاتی موسیقی می‌تواند حضور داشته باشد و…. موسیقی فیلم وظیفهٔ مشخصی پیدا کرد که با تشریک مساعی کارگردان و آهنگساز می‌توانست مانند یک برگ برنده ارزش‌های هنری یک فیلم را صد برابر کند.
در دهه ۱۹۳۰ که موسیقی فیلم رو به اوج بود آهنگسازان بسیاری از اروپا به آمریکا مهاجرات کردند. بسیاری از این افراد در مکتب‌های موسیقی اروپا تعلیم یافته بودند و به‌طور طبیعی سبک کاری آن‌ها از همان شیوه‌های موسیقایی بود. آن‌ها در فضایی آموزش یافته بودند که موسیقی واگنر، پوچینی، اشتراوس و مالر بر تفکراتشان سایه افکنده بود. از چهره‌های صاحب نام این دوران می‌توان ماکس اشتاینر، اریک ولفگانگ کورنگلد، آلفرد نیومن، فرانتس واکسمن و چارلی چاپلین را نام برد که از میان آن‌ها فقط نیومن آمریکایی بود. شاید حضور نام چارلی چاپلین باعث حیرت شود، اما به واقع او در موسیقی بسیاری از آثار خود نقش عمده‌ای داشت. چهره‌های دیگری چون ویرجیل تامسون، آرون کوپلند و هانس آیسلر از آهنگسازان صاحب‌نام این دوران بودند. در دهه‌های ۱۹۴۰ و ۱۹۵۰ عدهٔ بی‌شماری به جمع آهنگسازان فیلم پیوستند و کم و بیش عدهٔ زیادی از آنان سوابق موسیقی کلاسیک داشتند.

### موسیقی فیلم از ۱۹۵۰ به بعد
تا قبل از ۱۹۵۰ موسیقی فیلم‌های هالیوودی به‌طور راسخ به بیان موسیقی قرن بیستم نرسید. دو آهنگسازی که بیشترین تأثیر را در این حرکت داشتند آلکس نورث و لئونارد روزنمن هستند. در مورد سبک آهنگسازی می‌توان گفت که نورث سبکی نزدیک به بلا بارتوک و استراوینسکی را دنبال می‌کرد در حالی که روزنمن گرایش به تمایلات شوئنبرگی داشت و در این دوران هم گرایش به لگتی پیدا می‌کند. تأثیر نورث و روزنمن بر موسیقی فیلم آمریکا اساسی است. در اثر تأثیر این آهنگسازان است که مصنفانی چون جری گلدسمیت توانسته‌اند از سبک شخصی خود به‌طور کامل دفاع کنند.
المر برنشتاین زبان جاز را در ۱۹۵۵ برای فیلم «مردی با اسلحه طلایی» به کار گرفت، اگر چه بداهه‌نوازی که شکل حیاتی موسیقی جاز است در موسیقی او وجود نداشت و عناصر جاز به این منظور وارد موسیقی شده بود تا صرفاً فضای خاصی پیدا کند. بعد از این فیلم، گویش جاز به‌طور وسیعی در فیلم‌ها به کار گرفته شد.
ارکستراسیون در کنار دیگر فنون در سینما رو به نوگرایی نهاد. در ۱۹۶۰ وقتی آلفرد هیچکاک فیلم روانی را ساخت مهم‌ترین اصول موسیقی فیلم اکتفا به استفاده از سازهای زهی در طول فیلم بود. اگرچه با این کار محدودیت‌های بسیاری برای برنارد هرمن ایجاد می‌شد. این کار باعث می‌شد تا امکانات استفاده از فرمول‌های شناخته شده موسیقایی و افکت‌هایی که کم و بیش برای فیلمی با اضطراب و ترس لازم است حذف شود. با استفاده از ارکستر زهی هرمن توانست این فکر را وارد هالیوود کند که زهی‌های تنها، دارای صدایی سرد و گزنده است چرا که تا پیش از این، تفکر رایج این بود که زهی‌ها در درجه اول، ایجاد صدایی گرم و هیجان دار می‌کنند. در ۱۹۷۱ هرمن با گفتن مطلبی که «زهی‌ها را در موسیقی روانی به این دلیل استفاده کردم تا عکاسی سیاه و سفید فیلم را با صدایی سیاه و سفید کامل کنم» به سلیقه خود قوام بخشید.
از ۱۹۶۶ انیو موریکونه تلفیق بدیعی از اصوات را در همراهی با سازهای ارکستر برای فیلم‌های وسترن به کار بست. او با الهام از صدای زوزه گرگ صحرایی آمریکای شمالی تم اصلی خوب، بد، زشت را نوشت که موسیقی نامتعارفی برای سینمای وسترن تا به آن زمان بود. موریکونه در مواردی پیش از تصویربرداری، موسیقی مورد نیاز فیلم را ضبط کرده و سرجو لئونه بر اساس ریتم و چگونگی موسیقی اقدام به تصویربرداری برای آن می‌نمود. امروز همکاری بلند مدت هیچکاک و هرمن، لئونه و موریکونه، و استیون اسپیلبرگ با جان ویلیامز از نمونه‌های موفق و مثال زدنی از تعاون یک فیلم‌ساز و یک آهنگساز در تاریخ سینما به‌شمار می‌آیند.

## فرم در موسیقی فیلم
از ایرادهای بزرگی که بر موسیقی فیلم گرفته می‌شود فقدان فرمی منسجم در آن است. حتی یک بررسی ساده هم فقدان درک موسیقی فیلم و ارتباط درونی آن با دیگر عناصر را برملا می‌سازد. حتی آهنگساز پر قدرتی مانند استراوینسکی در درک این نقطه حساس در مورد موسیقی فیلم بازمی‌ماند. زمانی‌که استراوینسکی به استودیوی کلمبیا دعوت شد تا برای فیلم «کماندوها در سپیده دم نبرد می‌کنند» موسیقی بسازد، از شیوه کار بی‌خبر بود. اقدام به نوشتن طرح‌هایی برای تصویر کرد، بدون آن‌که حتی فیلم را دیده باشد. این پارتیتور به موقع کامل نشد و طرح‌ها برای فیلم قابل استفاده نبودند.
یک آهنگساز خوب باید بتواند سبک آهنگسازی خود و مهم‌تر از آن، فرم و حالت موسیقی خود را در ارتباط با گسترش‌های دراماتیک روی پرده قرار دهد.

### لایت موتیف

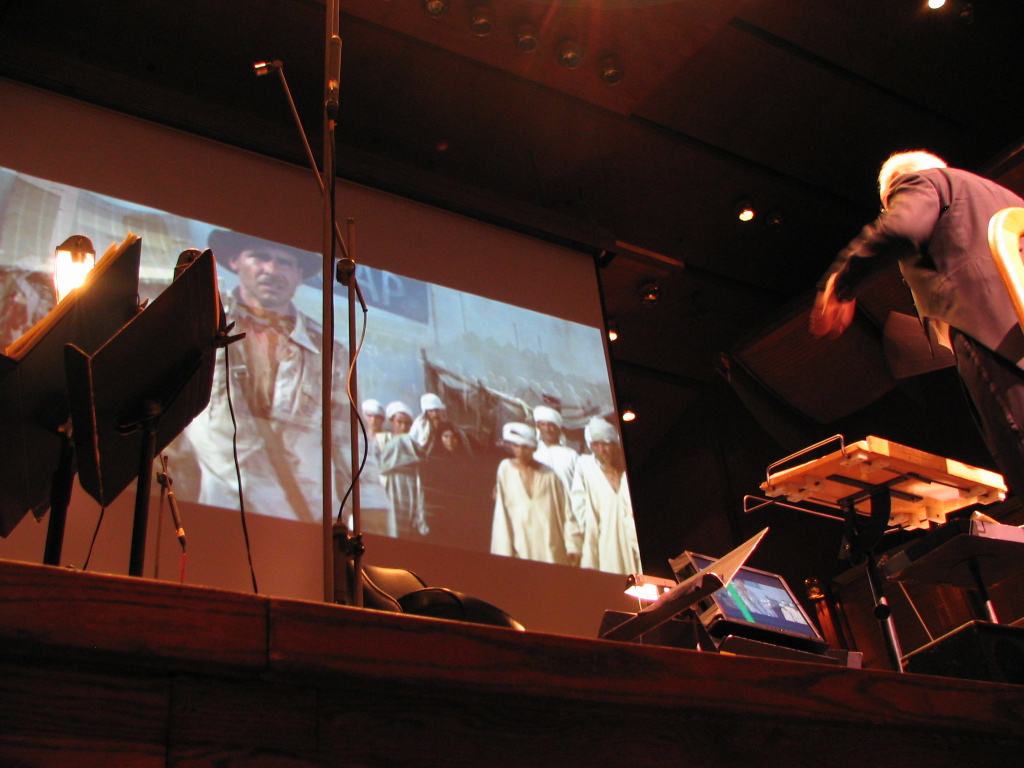
موسیقی مجموعه فیلم‌های «ایندیانا جونز» به آهنگسازی و رهبری جان ویلیامز نمونه‌ای شایان ذکر از حضور «لایت موتیف» در ساختار موسیقی یک فیلم است.

«لایت موتیف» یا «تم یادآور» یکی از قدیمی‌ترین شیوه‌های به‌کارگیری موسیقی در تاریخ سینماست. این شیوه آهنگسازی یکی از متداول‌ترین تمهیدات موسیقایی است که باعث یکدستی یا پیوستگی بافت موسیقی کل فیلم می‌شود. آهنگساز یک تم اصلی را انتخاب می‌کند و همان تم را با واریاسیونهای مختلفی ارائه می‌کند. بدین ترتیب زیر بنای اصلی موسیقی فیلم یک تم اصلی است که در موقعیت‌های مختلف چهرهٔ متفاوتی پیدا می‌کند. اما پس از چند بار شنیده شدن بیننده را وادار به تداعی صحنه‌های قبلی و اولین باری می‌کند که موسیقی را شنیده‌است. یکی از خواص بسیار جالب «لایت موتیف» این است که می‌توان آن را در مورد اشیاء، مکان‌ها، و خلاصه همهٔ پدیده‌های غیر زنده در یک فیلم به کار گرفت.
استفاده از «لایت موتیف» یکی از متداول‌ترین راهکارهایی است که در سینمای جهان جایگاه خاصی دارد.

## مراحل ساخت موسیقی برای فیلم
نقطه شروع هر کاری ایده است. در موسیقی فیلم نیز کار با ایده‌ای شروع می‌شود. تهیه‌کننده یا کارگردان به هر دلیلی، چه مهارت و چه شهرت، آهنگسازی را برای نوشتن موسیقی فیلم انتخاب می‌کند. با توجه به میزان اهمیت موسیقی برای فیلم، زمان انتخاب آهنگساز می‌تواند تغییر کند. پس از انتخاب آهنگساز فعالیت ذهنی وی آغاز می‌شود. در این مرحله فیلم‌نامه یا موضوع بسیار حائز اهمیت است. چرا که پاسخ بسیاری از سوالات در فیلم‌نامه نهفته‌است. بسیاری از آهنگسازان این نقطه شروع را می‌پسندند. دیمیتری تیومکین، آهنگساز فیلم، معتقد است ارزش حضور آهنگساز در جلسات اولیهٔ بحث و بررسی فیلم‌نامه غیرقابل محاسبه است. درحالی‌که جان ویلیامز، آهنگساز برنده چندین جایزه اسکار، در این باره گفته‌است:
«من ترجیح می‌دهم فیلم‌نامه را نخوانم، من از آن دسته افرادی هستم که دوست دارم نسبت به فیلم عکس‌العمل نشان دهم. هنگامی که شما یک داستان ادبی را می‌خوانید یک تصویر ذهنی از فضا و چیزها می‌سازید. من دریافته‌ام که اگر فیلم‌نامه را بخوانم و سپس به اتاق نمایش بروم، اغلب باعث ناامیدی من می‌شود. به شکل ایده‌آل دوست دارم به ریتم تصویری که برای اولین بار می‌بینم عکس‌العمل نشان دهم».
به هر حال نخستین قدم ارتباط آهنگساز با فیلم است. حال می‌خواهد از طریق خواندن فیلم‌نامه باشد یا تماشای فیلم. آهنگساز در مرحله اول به دیدن فیلم به صورت راف-کات دعوت می‌شود که فیلمی ناتمام است و به‌طور مثال بخشی از اثرات صوتی مانند افکت‌های مختلف مثل صدای بوق تلفن یا آژیر پلیس در آن گنجانده نشده‌است. فیلم یک بار با تداوم و در مرحله بعد حلقه به حلقه دیده می‌شود. در مرحله دوم آهنگساز به همراه تهیه‌کننده، کارگردان و تدوین‌گر با یکدیگر فیلم را مشاهده می‌کنند. تدوین‌گر به آهنگساز کمک می‌کند تا مشکلات تکنیکی به هنگام ضبط موسیقی و همچنین مراحل بعدی را به راحتی طی کند. در بازبینی دوم علامت‌گذاری صورت می‌گیرد. در اینجا معین می‌شود که چه نقاطی به موسیقی احتیاج دارند و کجاها باید آزاد رها شوند. آهنگساز و تدوین‌گر در کنار یکدیگر به زمان‌گیری فواصلی می‌پردازند که موسیقی در آن شنیده می‌شود و با استفاده از دستگاه موویلا زمان ورود و خروج موسیقی و هماهنگی آن با دیگر اجزاء به خوبی تعیین می‌شوند. سپس این اطلاعات را به‌طور جامع در فرم‌های مخصوصی وارد می‌کنند.

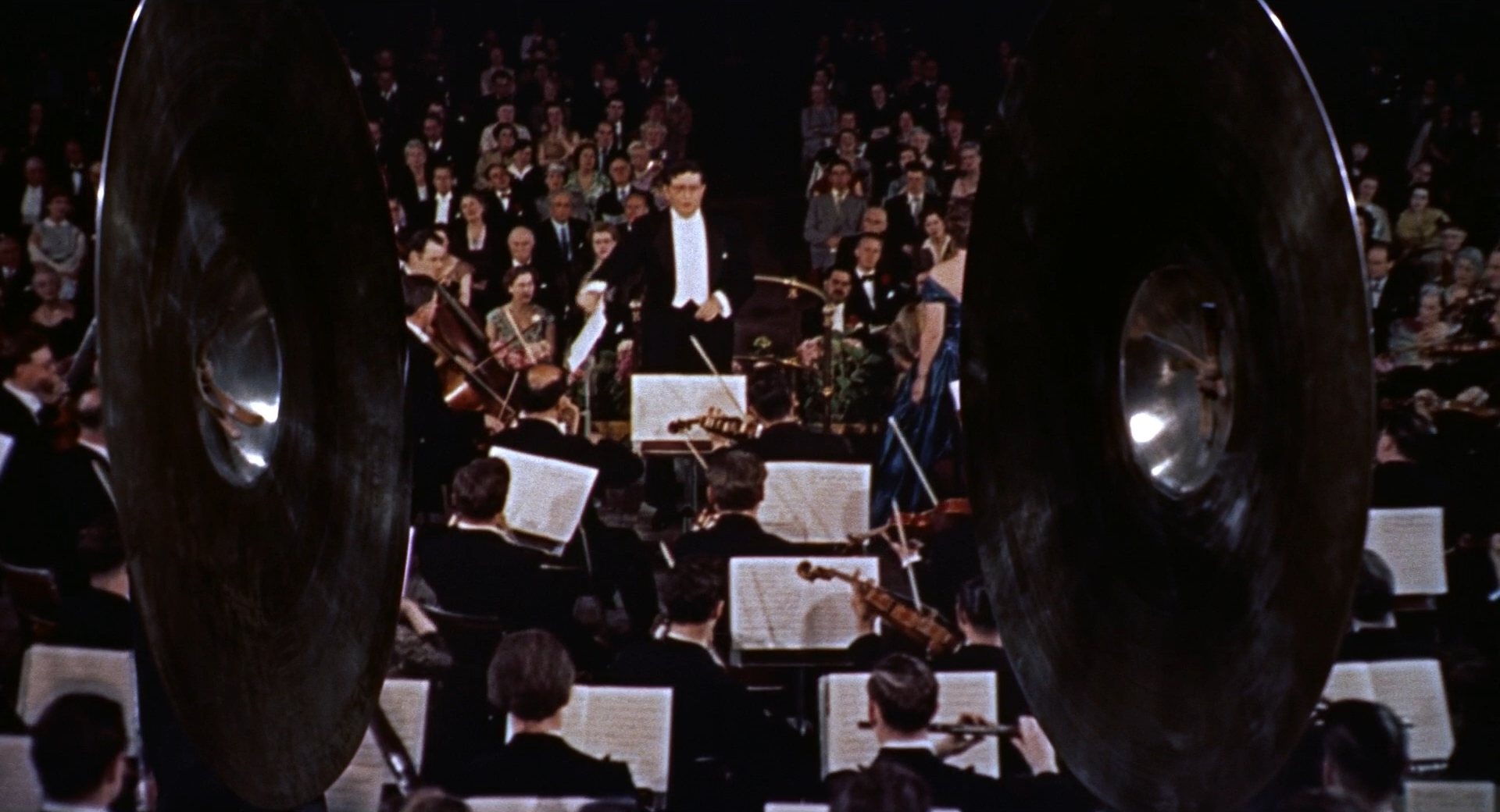
برنارد هرمن در حال رهبری موسیقی «مردی که زیاد می‌دانست»، فیلمی از آلفرد هیچکاک (۱۹۶۱)

اینجاست که آهنگساز می‌تواند با بازبینی و کمک گرفتن از فرم‌های تهیه شده کار نوشتن موسیقی را آغاز کند. زمانی‌که این مرحله نیز به پایان رسید مرحله ضبط موسیقی فرا می‌رسد. ارکستراسیون از اهمیت ویژه‌ای برخوردار است و امروزه بسیاری از آهنگسازان بزرگ فیلم علاقه دارند این کار را شخصاً انجام دهند. برنارد هرمن آهنگساز شماری از فیلم‌های آلفرد هیچکاک دربارهٔ سازبندی و اهمیت آن در شکل‌گیری یک اثر موسیقایی می‌گوید:
«غیرممکن است که کار آهنگسازی را از ارکستراسیون جدا کنیم. درست مثل این است که بگوییم من ایده‌ها را می‌دهم شما کتاب را بنویسید یا این که من نقاشی را می‌کشم اما رنگ‌ها را شما بگذارید. هر ساز به اندازه خود مهم است و باید مورد توجه کامل آهنگساز قرار بگیرد».

انیو موریکونه در حین ضبط، میلان (۲۰۰۶)

در کنار ارکستراسیون مسئله رهبری نیز حائز اهمیت است. یک اثر موسیقایی با رهبری دقیق به نتیجهٔ نهایی می‌رسد. بسیاری از آهنگسازان در این زمینه هم پیش‌قدم هستند. در غیر اینصورت کار فرد دیگری که رهبر ارکستر خواهد بود کاری سنگین است. در مرحله ضبط نهایی موسیقی، مهندس ضبط مسئول کیفیت اثریست که در فیلم شنیده می‌شود. وی باید قادر باشد که موسیقی را نت به نت دنبال کند. او باید جای تک تک نوازندگان را همراه با میکروفن‌گذاری شخصاً انجام دهد چرا که با آن‌ها روی کانال‌های مختلف میز صدا سر و کار خواهد داشت؛ اگرچه امروزه با پیشرفت‌های تکنولوژی شیوه‌های ضبط نیز بسیار متفاوت است. در مرحله پایانی، آهنگساز موسیقی آماده شده را همراه با تدوین‌گر به اتاق تدوین برده و بر اساس محاسبات گذشته آن را به دقت در حاشیه صدای فیلم قرار می‌دهند.

## جایگاه موسیقی فیلم
در مورد این هنر و منزلت آن بحث‌های فراوانی وجود دارد. بعضی از منقدین از دسته‌ای از این آثار به قوت یاد می‌کنند. بعضی دیگر از آن‌جا که موسیقی کلاسیک را بیش از هر شکل دیگر موسیقایی در سینما می‌شنوند موسیقی فیلم را برداشتی از موسیقی کلاسیک اواخر سده بیستم می‌دانند. در مواردی، آثاری از موسیقی فیلم که آهنگسازان موسیقی کلاسیک همچون سرگئی پروکوفیف، آرون کوپلند، دیمیتری شوستاکوویچ و غیره خالق آن بوده‌اند در حوزه موسیقی کلاسیک نیز بر آن بحث می‌شود. شوستاکوویچ خود معتقد است: 
«مشکلات موسیقی فیلم و موسیقی کلاسیک نظیر هم است، با این تفاوت که موسیقی فیلم سخت‌تر است».
برخی منتقدان اما مجموعه موسیقی فیلم را کم‌ارزش می‌خوانند. آنان معتقدند آهنگسازان برجستهٔ فیلم گاهی در طول یک سال برای سه یا چهار اثر سینمایی موسیقی می‌نویسند که این تعدد از کیفیت آثار آنان می‌کاهد. آن‌ها بر این باورند که اکثر موسیقی فیلم‌ها وامدار و اشتقاقی از آثار گذشته هستند.
از این بحث یک سری سئوال‌های جدی مطرح می‌شود. چرا آهنگسازان فیلم سعی در ارائه راه حل‌های جدیدی نکردند؟ و در بسیاری موارد به عقب بازگشته و همچنان راه حل واگنر، پوچینی، وردی و اشتراوس را به کار می‌برند؟
عموماً روی این مطلب توافق وجود دارد که نوآوری‌های گذشته در هنرها ناشی از خلاقیتی ناگهانی بوده‌است. واقعیت در زمینه فیلم این است که فیلم چیزی بیشتر از یک نوآوری است. فیلم تنها شکل جدید هنری است که در یک هزار سال گذشته خلق شده‌است. فیلم یک شکل هنری بسیار تجاری است، بنابراین باید راه خودش را بیابد. کارگردان‌های فیلم امکان آن را دارند که تجربه کرده و دچار خطاهای جدی ولی آموزنده شوند، آهنگسازها به دلیل آن که آخرین حلقه زنجیر هستند که در هنر فیلم همکاری می‌کنند، فرصت کمی برای حل مشکلات پیدا می‌کنند. آهنگسازان فیلم همیشه قربانی صرفه‌جویی در زمان و هزینه‌ها بوده‌اند. یک آهنگساز، اپرا را تنها با یک مداد، کاغذ و نیروی تخیل خود می‌نویسد در حالی که یک آهنگساز فیلم نمی‌تواند یک موسیقی فیلم را بدون داشتن فیلم بنویسد. تولید او کاری پر هزینه است.

## آهنگسازان مشهور سینما

«ماکس اشتاینر»، از پایه‌گذاران موسیقی فیلم

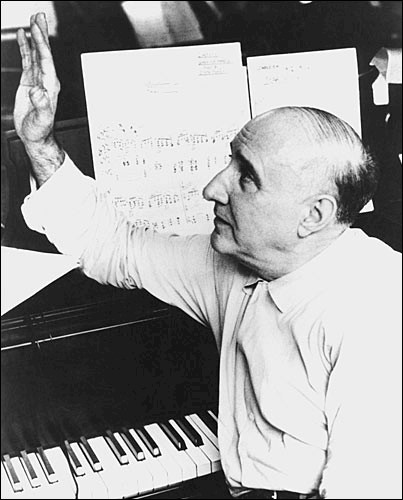
«دیمیتری تیومکین»، آهنگساز برجسته فیلم در دهه‌های میانیِ سدهٔ بیستم

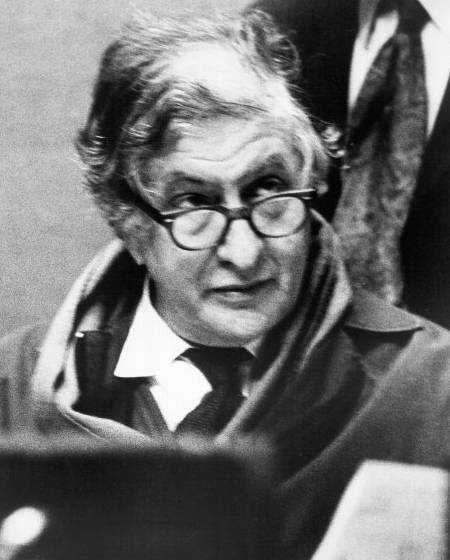
«برنارد هرمن»، آهنگساز شاخص‌ترین آثار تاریخ سینما چون همشهری کین و راننده تاکسی

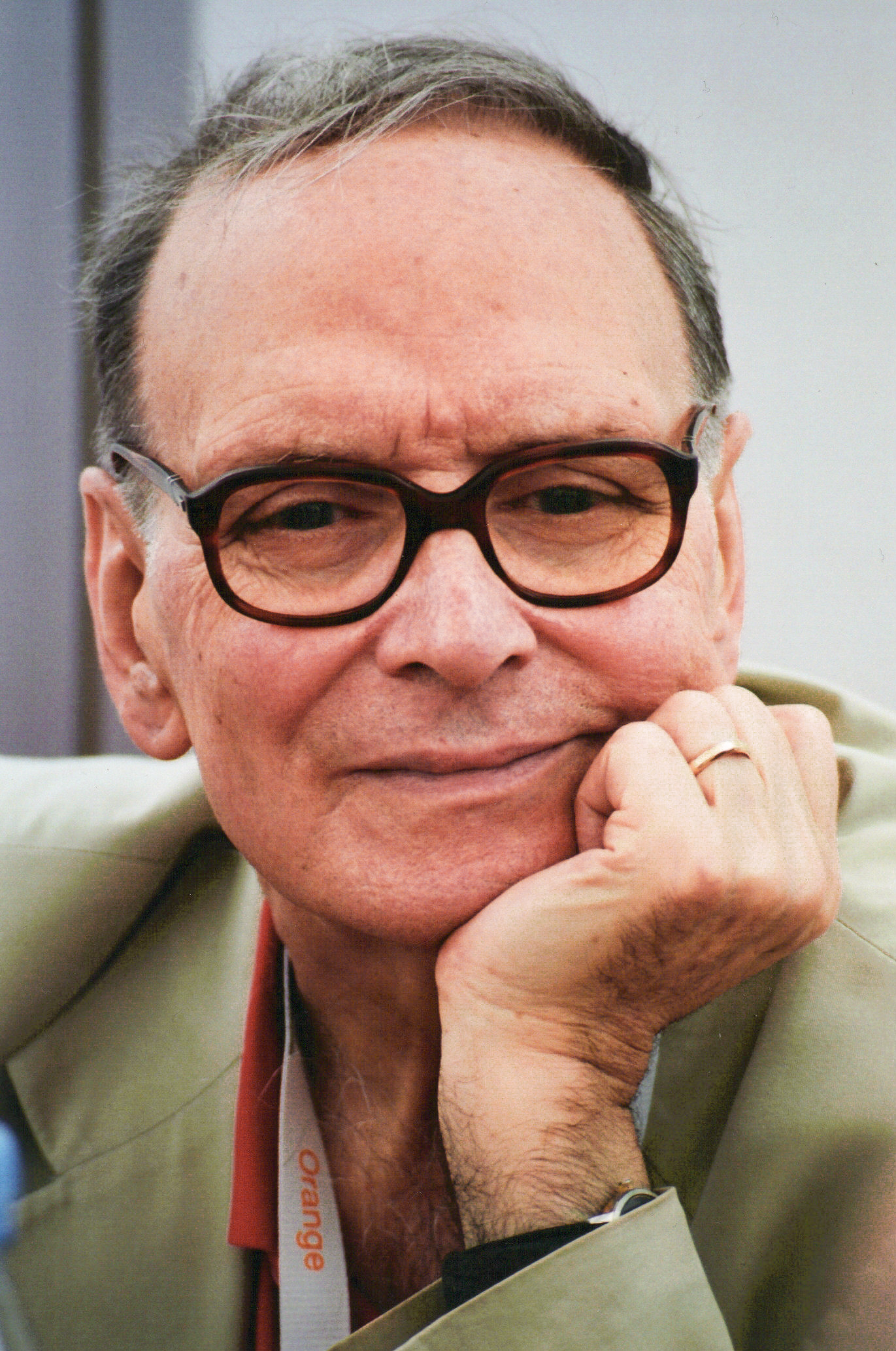
«انیو موریکونه»، از پرکارترین آهنگسازان سینما با بیش از ۴۰۰ اثر

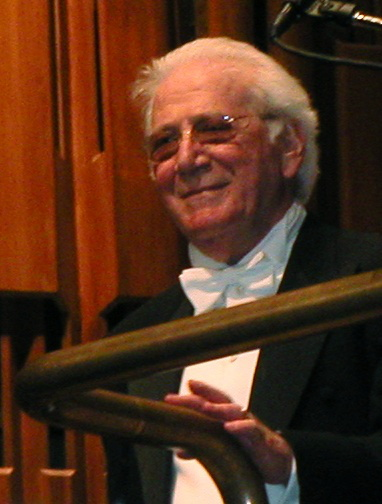
«جری گلدسمیت»، خالق بیش از ۲۰۰ اثر و نامزد ۱۸ جایزه اسکار

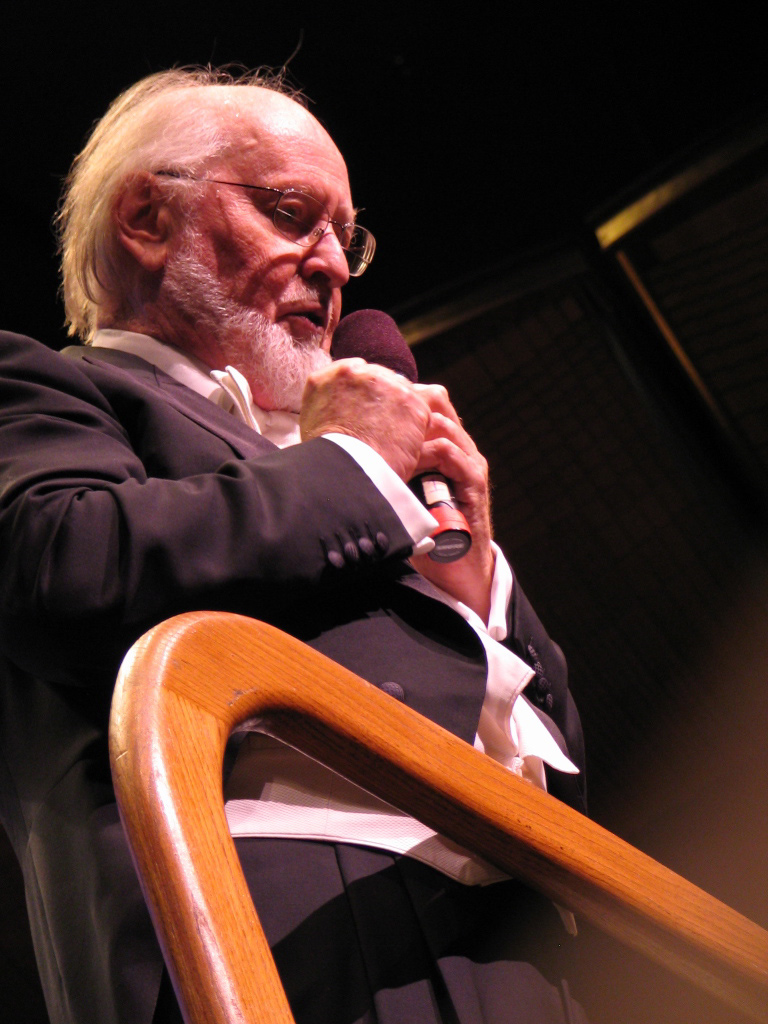
«جان ویلیامز»، آهنگساز بلندآوازه جنگ ستارگان (۱۹۷۷)، برجسته‌ترین موسیقی تاریخ سینما به انتخاب بنیاد فیلم آمریکا

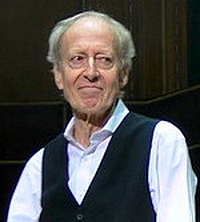
«جان بری»، آفریننده بیش از یکصد اثر موسیقی فیلم و برنده ۵ جایزه اسکار

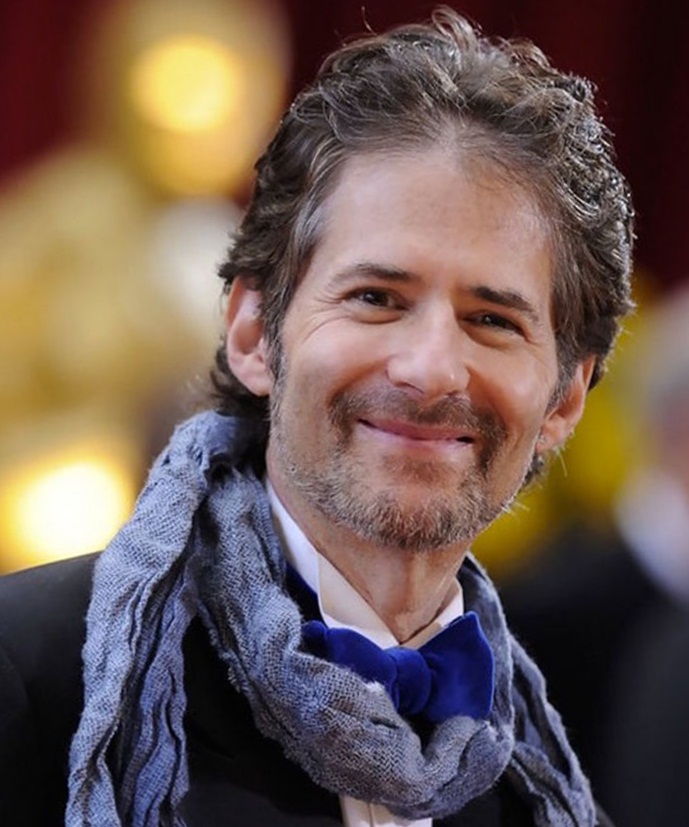
«جیمز هورنر»، آهنگساز آثار پرفروش تاریخ سینما (آواتار و تایتانیک)

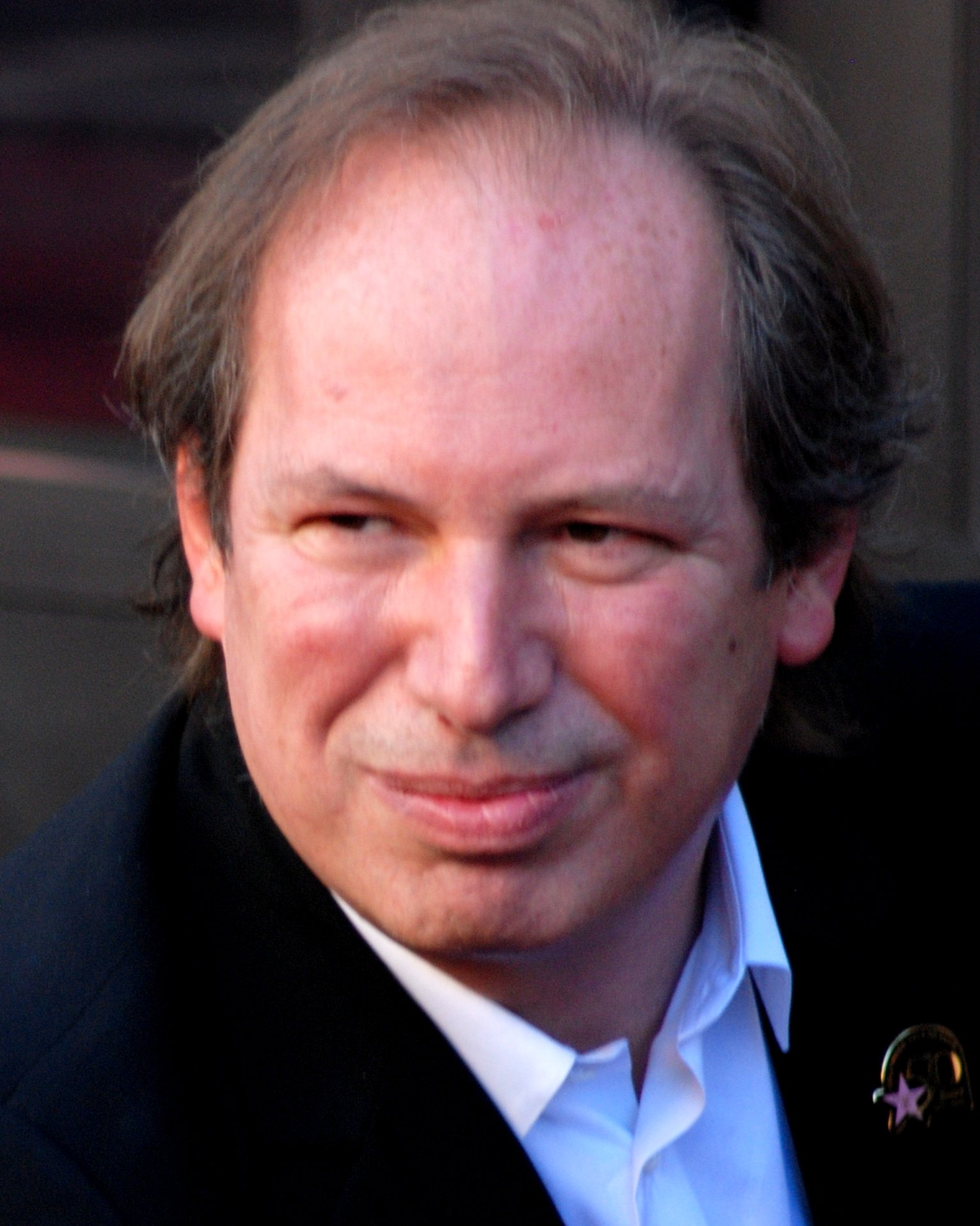
«هانس زیمر»، از آهنگسازان مشهور معاصر فیلم

| آهنگساز              | زاده | درگذشت | ملیت       | گزیده آثار |
| -------------------- | ---- | ------ | ---------- | --- |
| مالکوم آرنولد        | ۱۹۲۱ | ۲۰۰۶   | بریتانیایی | انتخاب هابسن — پل رودخانه کوای — مهمان‌خانهٔ ششمین خوشبختی — ریشه‌های آسمان — دیوید کاپرفیلد |
| ماکس اشتاینر         | ۱۸۸۸ | ۱۹۷۱   | اتریشی     | کینگ کونگ — خبرچین — جزبل — بر باد رفته — پیروزی سیاه — اکنون، ای مسافر — کازابلانکا — از وقتی که تو رفتی — جانی بلیندا — ماجراهای دون ژوان — گنج‌های سیرا مادره — یک مکان تابستانی |
| دنی الفمن            | ۱۹۵۳ | —      | آمریکایی   | بتمن — دیک تریسی — ادوارد دست‌قیچی — مردان سیاه‌پوش — ویل هانتینگ خوب — مرد عنکبوتی — ماهی بزرگ — چارلی و کارخانه شکلات‌سازی — میلک — آلیس در سرزمین عجایب |
| المر برنشتاین        | ۱۹۲۲ | ۲۰۰۴   | آمریکایی   | مرد بازو طلایی — ده فرمان — بوی خوش موفقیت — هفت دلاور — تابستان و دود — کشتن مرغ مقلد — رفتن به جانب وحشت — فرار بزرگ — هاوایی — بازگشت هفت نفر — میلی کاملاً مدرن — تعویض جاها — عصر معصومیت — دور از بهشت |
| جان بری              | ۱۹۳۳ | ۲۰۱۱   | بریتانیایی | آزاد متولد شده — شیر در زمستان — کابوی نیمه‌شب — ماری، ملکه اسکاتلند — جایی در زمان — کاتن کلاب — از درون آفریقا — رقصنده با گرگ‌ها — چاپلین |
| بروس بروتن           | ۱۹۴۵ | —      | آمریکایی   | سیلوِرادو — شرلوک هلمز جوان — یک دسته هیولا — شکوه و افتخار |
| مارکو بلترامی        | ۱۹۶۶ | —      | آمریکایی   | مجموعه فیلم‌های جیغ — میمیک — شیطان مقیم — ۳:۱۰ به یوما — مهلکه — از تاریکی نترس — روح موج‌سوار — زن سیاه‌پوش — لوگان |
| جان پاول             | ۱۹۶۳ | —      | بریتانیایی | تغییر چهره — شرک — مردان ایکس: آخرین ایستادگی — خوش‌قدم — مجموعه فیلم‌های بورن — چگونه اژدهای خود را تربیت کنیم |
| زبیگنف پرایزنر       | ۱۹۵۵ | —      | لهستانی    | بازی در میدان‌های خدا — زندگی دوگانه ورونیک — مجموعه فیلم‌های سه‌رنگ — باغ مرموز — الیزا — جزیره ایمنی در خیابان برد |
| ریچل پورتمن          | ۱۹۶۰ | —      | بریتانیایی | اِما – مقررات خانه سایدر – شکلات |
| میکیس تئودوراکیس     | ۱۹۲۵ | —      | یونانی     | زوربای یونانی — زد — سرپیکو |
| دیمیتری تیومکین      | ۱۸۹۴ | ۱۹۷۹   | روسی       | افق گمشده – آقای اسمیت به واشینگتن می‌رود – برادران کورسیکایی – ماه و شش پنی – پل سن لوییس ری – دوئل زیر آفتاب – نیمروز – ام را به نشانه مرگ بگیر – رشید و نیرومند – یک ترغیب دوستانه – پیرمرد و دریا – آلامو – توپ‌های ناوارون – سقوط امپراتوری روم |
| مایکل جیاکینو        | ۱۹۶۷ | —      | آمریکایی   | شگفت‌انگیزان — راتاتویی — پیشتازان فضا — بالا |
| الکساندر دسپلا       | ۱۹۶۱ | —      | فرانسوی    | دختری با گوشواره مروارید — سیریانا — پرده رنگی — ملکه — مورد عجیب بنجامین باتن — آقای فاکس شگفت‌انگیز — سخنرانی پادشاه — آرگو — فیلومنا — هتل بزرگ بوداپست — بازی تقلید — دختر دانمارکی |
| ژرژ دلرو             | ۱۹۲۵ | ۱۹۹۲   | فرانسوی    | یک هزار روز از آن — روز دلفین — جولیا — دستمال‌های خود را آماده کنید — یک عاشقانه کوچک — عشق گریزان — آخرین مترو — اگنس الهی — سیاه خرقه — دین بین فو |
| پاتریک دویل          | ۱۹۵۳ | —      | اسکاتلندی  | دوباره مرده — هندوچین — حس و حساسیت — هملت |
| دیوید راکسین         | ۱۹۱۲ | ۲۰۰۴   | آمریکایی   | لارا — عنبر جاوید — میزهای جداگانه |
| ای. آر. رحمان        | ۱۹۶۶ | —      | هندی       | میلیونر زاغه‌نشین — ۱۲۷ ساعت |
| لارنس رزنتال         | ۱۹۲۶ | —      | آمریکایی   | معجزه‌گر – بکت – مردی از لامانچا |
| نینو روتا            | ۱۹۱۱ | ۱۹۷۹   | ایتالیایی  | جنگ و صلح — شب‌های روشن — رومئو و ژولیت — پدرخوانده — پدرخوانده ۲ — کازانووای فلینی — تمرین ارکستر |
| لئونارد روزنمن       | ۱۹۲۴ | ۲۰۰۸   | آمریکایی   | بری لیندون — مهیا برای افتحار — کراس کریک — سفر ستاره‌ای ۴: سفر بازگشت |
| میکلوش روژا          | ۱۹۰۷ | ۱۹۹۵   | مجارستانی  | چهار پر — دزد بغداد — غرامت مضاعف — طلسم‌شده — آدمکش‌ها — زندگی مضاغف — کو وادیس — بن هور — ال‌سید |
| هانس زیمر            | ۱۹۵۷ | —      | آلمانی     | مرد بارانی — شیرشاه — شاهزاده مصر _ گلادیاتور — آخرین سامورایی — مجموعه فیلم‌های دزدان دریایی کارائیب — رمز داوینچی — فراست/نیکسون — شوالیه تاریکی — شرلوک هلمز — تلقین — ۱۲ سال بردگی — در میان ستارگان |
| موریس ژار            | ۱۹۲۴ | ۲۰۰۹   | فرانسوی    | لورنس عربستان — یکشنبه‌های ویل داوره — دکتر ژیواگو — دختر رایان — رسالت — گذری به هند — شاهد — گوریل‌ها در مه — روح |
| ریوئیچی ساکاموتو     | ۱۹۵۲ | —      | ژاپنی      | کریسمس مبارک، آقای لارنس — آخرین امپراتور — بودای کوچک — بازگشته |
| گوستاوو سانتائولایا  | ۱۹۵۱ | —      | آرژانتینی  | خاطرات موتورسیلکت — کوهستان بروکْبَک — بابل |
| آلن سیلوستری         | ۱۹۵۰ | —      | آمریکایی   | بازگشت به آینده — چه کسی برای راجر رابیت پاپوش دوخت؟ — فارست گامپ — قطار سریع‌السیر قطبی |
| هاوارد شور           | ۱۹۴۶ | —      | کانادایی   | سکوت بره‌ها — ارباب حلقه‌ها: یاران حلقه — ارباب حلقه‌ها: دو برج — ارباب حلقه‌ها: بازگشت شاه — هوانورد — رفتگان — آخرین میمزی — هوگو |
| دمیتری شوستاکوویچ    | ۱۹۰۶ | ۱۹۷۵   | روسی       | خرمگس — خووانشچینا — هملت — شاه لیر |
| لالو شیفرین          | ۱۹۳۲ | —      | آرژانتینی  | مجموعه تلویزیونی «مأموریت غیرممکن» — لوک خوش دست — روباه — سفر لعنت شدگان — وحشت آمیتی‌ویل — رقابت — نیش ۲ — ساعت شلوغی |
| النی کاریندرو        | ۱۹۴۱ | —      | یونانی     | نگاه خیره اولیس — ابدیت و یک روز |
| بیل کانتی            | ۱۹۴۲ | —      | آمریکایی   | مجموعه فیلم‌های «راکی» — زن مجرد — جنس مناسب |
| آرون کوپلند          | ۱۹۰۰ | ۱۹۹۰   | آمریکایی   | موش‌ها و آدم‌ها — ستاره شمال — وارثه |
| اریک ولفگانگ کورنگلد | ۱۸۹۷ | ۱۹۵۷   | اتریشی     | آنتونی ادورس — ماجراهای رابین هود — زندگی خصوصی الیزابت و اسکس — شاهین دریا — ردیف پادشاهان |
| جان کوریلیانو        | ۱۹۳۸ | —      | آمریکایی   | حالت‌های دگرگون‌شده — انقلاب — ویولن قرمز |
| وویچک کیلار          | ۱۹۳۲ | ۲۰۱۳   | لهستانی    | دراکولای برام استوکر — پیانیست |
| جری گلدسمیت          | ۱۹۲۹ | ۲۰۰۴   | آمریکایی   | فروید: امیال پنهان — هفت روز در ماه می — تکه‌ای آبی — دانه‌های شن — سیاره میمون‌ها — پاتون — پاپیون — محله چینی‌ها — باد و شیر — طالع نحس — پسرهای برزیل — پیشتازان فضا: فیلم — بیگانه — پولترگایست — زیر آتش — هوزیرها — غریزه اصلی — محرمانه لس‌آنجلس — مولان |
| الیوت گلدنتال        | ۱۹۵۴ | —      | آمریکایی   | گفتگو با یک خون‌آشام — مایکل کالینز — فریدا |
| فیلیپ گلس            | ۱۹۳۷ | —      | آمریکایی   | کوندون — نمایش ترومن — ساعت‌ها — یادداشت‌هایی بر یک رسوایی |
| فرانسیس له           | ۱۹۳۲ | —      | فرانسوی    | یک مرد و یک زن — زیستن برای زندگی — داستان عشق — تبریک سال نو — بیلیتیس — این‌ها و آن‌ها — بخت‌ها یا تصادف‌ها |
| داریو ماریانلی       | ۱۹۶۳ | —      | ایتالیایی  | غرور و تعصب — کفاره — آنا کارنینا |
| هنری منچینی          | ۱۹۲۴ | ۱۹۹۴   | آمریکایی   | سرگذشت گلن میلر — نشانی از شر — صبحانه در تیفانی — هاتاری! — پلنگ صورتی — معما — تا تاریکی صبر کن — آفتابگردان — ۱۰ — ویکتوری ویکتوریا |
| آلن منکن             | ۱۹۴۹ | —      | آمریکایی   | پری دریایی کوچولو — دیو و دلبر — علاءالدین — پوکاهونتاس — گوژپشت نتردام |
| انیو موریکونه        | ۱۹۲۸ | ۲۰۲۰   | ایتالیایی  | یک مشت دلار — به خاطر چند دلار بیشتر — خوب بد زشت — روزی روزگاری در غرب — روزهای بهشت — روزی روزگاری در آمریکا — ماموریت — تسخیرناپذیران — سینما پارادیزو — هملت — باگزی — افسانه ۱۹۰۰ — مالنا — بهترین پیشنهاد — هشت نفرت‌انگیز |
| مایکل نایمن          | ۱۹۴۴ | —      | بریتانیایی | پیانو — گاتاکا — پایان رابطه |
| الکس نورث            | ۱۹۱۰ | ۱۹۹۱   | آمریکایی   | مرگ یک فروشنده — اتوبوسی به نام هوس — زنده‌باد زاپاتا! — خال رز — اسپارتاکوس — ناجورها — کلئوپاترا — رنج و سرمستی — چه کسی از ویرجینیا وولف می‌ترسد؟ — کفش‌های ماهیگیر — وسایل — تحمل سختی‌ها — اژدهاکش — زیر کوه آتش‌فشان |
| آلفرد نیومن          | ۱۹۰۱ | ۱۹۷۰   | آمریکایی   | توفند — گروه رگتایم الکساندر — گوژپشت نتردام — بلندی‌های بادخیز — کوچه موسیقی‌دانان — چه سرسبز بود دره من — آوای برنادت — مادر لباس چسبان پوشید — کاپیتان کاستیل — همه چیز درباره ایو — با ترانه‌ای در قلب من — خرقه — مرا خانم صدا کنید — عشق چیز باشکوهی است — چگونه غرب تسخیر شد — بزرگ‌ترین داستان عالم — کاملات — فرودگاه                                                 |
| توماس نیومن          | ۱۹۵۵ | —      | آمریکایی   | رستگاری در شاوشنک — زیبایی آمریکایی — جاده‌ای به‌سوی تباهی — در جستجوی نیمو — بدبیاری‌ها، داستان‌های لمونی اسنیکت — وال-ئی — جاده انقلابی — اسکای‌فال — نجات آقای بنکس — پل جاسوس‌ها |
| جیمز نیوتن هاوارد    | ۱۹۵۱ | —      | آمریکایی   | شاهزاده امواج — فراری — جونیر — یک روز خوب — عروسی بهترین دوست من — دایناسور — نشانه‌ها — دهکده — کینگ کونگ — الماس خونین — مایکل کلیتون — شوالیه تاریکی — دعوت به جنگ — توریست |
| برنارد هرمن          | ۱۹۱۱ | ۱۹۷۵   | آمریکایی   | همشهری کین — شیطان و دنیل وبستر — روزی که دنیا از حرکت بازماند — مردی که زیاد می‌دانست — مرد عوضی — سرگیجه — شمال از شمال غربی — روانی — ۴۵۱ درجه فارنهایت — راننده تاکسی |
| ماروین هملیش         | ۱۹۴۴ | ۲۰۱۲   | آمریکایی   | آن‌طور که بودیم — نیش — جاسوسه‌ای که مرا دوست داشت — انتخاب سوفی |
| جیمز هورنر           | ۱۹۵۳ | ۲۰۱۵   | آمریکایی   | بیگانه‌ها — سرزمین رؤیاها — افتخار — افسانه‌های خزان — آپولو ۱۳ — شجاع‌دل — تایتانیک — ذهن زیبا — خانه‌ای از شن و مه — تروآ — آواتار |
| فرانتس واکسمن        | ۱۹۰۶ | ۱۹۶۰   | لهستانی    | عروس فرانکشتاین — ربه‌کا — داستان فیلادلفیا — دکتر جکیل و آقای هاید — سان‌ست بولوارد — مکانی در آفتاب — سایونارا — روح سینت لوییس — تاراس بولبا |
| ونگلیس               | ۱۹۴۳ | ۲۰۲۲   | یونانی     | ارابه‌های آتش — بلید رانر — ۱۴۹۲: فتح بهشت — اسکندر |
| جان ویلیامز          | ۱۹۳۲ | —      | آمریکایی   | ویولون‌زن روی بام — آزادی سیندرلا — تام سایر — آرواره‌ها — جنگ ستارگان — برخورد نزدیک از نوع سوم — سوپرمن — ایندیانا جونز — ای‌تی موجود فرازمینی — امپراتوری خورشید — متولد چهارم ژوئیه — تنها در خانه — قلاب — پارک ژوراسیک — فهرست شیندلر — نیکسون — سابرینا — آمیستاد — نجات سرباز رایان — هوش مصنوعی — اگه می‌تونی منو بگیر — جنگ دنیاها — خاطرات یک گیشا — مونیخ — لینکلن |
| گابریل یارد          | ۱۹۴۹ | —      | لبنانی     | بیمار انگلیسی — آقای ریپلی مستعد — کوهستان سرد |
| یوهان یوهانسون       | ۱۹۶۹ | ۲۰۱۸   | ایسلندی    | نظریه همه‌چیز — سیکاریو — ورود |